# 양지의 그녀
《양지의 그녀》(일본어: 陽だまりの彼女)는 코시가야 오사무에 의한 일본의 연애 소설이다. 2013년 실사 영화 작품이 공개됐다.

## 개요
여성들에게는 〈남성들이 읽었으면 하는 연애 소설 No.1〉과 강조하는 서점 패널이 화제를 불러 일으켜 평소에는 연애 소설을 읽지 않는 중년 남성의 눈도 머물게 해 매출이 급상승. 2011년 6월에 간행된 문고판은 게이분도 서점의 「2011년 추천 문고 대상」 1위를 차지, 2013년 9월 누계 발행 부수가 100만부를 돌파했다.
2013년 10월 12일, 이번 작품을 원작으로 한 영화가 개봉되었다. 영화 공개 후 더욱 매출이 증가해, 10월 28일자 오리콘 〈책〉 랭킹 문고 부문 주간 4.6만부를 매상, 발매로부터 2년 4개월 만에 첫 선두를 획득했다.

## 등장 인물
오쿠다 코스케
카마가야니시 중학교 출신. 3학년 1학기에 이웃 마을의 마츠오에 전학했고, 그 전까지는 마오에게 공부를 가르치고 있었다. 마츠오 중학교에서 현립 고등학교로 가서 1년 재수 후에 다마 대학에 입학. 동시에 타카하타후도에서 독신 생활을 시작했다. 아슬아슬한 성적이었지만 4년만에 졸업하고, 니시 신주쿠의 교통 광고 대행사 〈니혼 레이루아도사〉에 취직하여 영업으로 근무 2년째. 현재는 카미이구사의 원룸에 살고 있다. 옛날부터 철도를 좋아하고, 대학에서는 철도 서클에 소속되어 있었다. 4살의 연하의 동생이 있다.
와타라이 마오
중학교 1학년 2학기에 오쿠다의 클래스에 전학해 왔다. 당시 중학생임에도 불구하고 분수의 나눗셈 수준에서 고생할만큼 공부를 못해 〈성적에서만큼은 최고의 바보〉라고 칭송했다. 작은 얼굴에 사랑스러운 얼굴을 하고 있었지만, 꼬마에서 왕따로 주의력이 산만하고, 발이 빠르다는 것이 유일한 장점이었다. 단체 행동이 골칫거리. 당시 아무리 차갑게 굴어도 코스케에 엉겨 붙어 있었다. 부모는 피가 연결되어 있지 않지만, 중3 가을 입양을 하고 있다. 중학교 졸업 후 중하위 수준의 현립 고교에 진학해서 찾아 가서 열심히 공부해서 명문 여대에 진학. 그 후, 최근 급성장한 에비스의 란제리 메이커 〈라라오로루〉에 취직했다.  코스케가 철도계의 서클에 소속되어 있다고 확신하고 대학의 철도 서클의 HP를 들어가거나 미팅에 속속 참여하기도 하고 코스케을 찾고 있었지만, 결국 코스케의 일자리를 찾아내는데 성공하고 그 회사와 일을 연결해낸다.
현재는 25세에 직장인 3년째. 짧은 머리도 지금은 어깨 아래까지 닿을 정도로 긴 머리에, 웨이브를 하고 있다.
마오의 양부모
양부는 고등학교의 경부보. 내년 봄에 정년을 맞이한다. 금연하고 있었지만, 코스케가 처음 인사를 하러 온 날엔 지키지 못한다.
히라이와 부부
코스케와 마오가 결혼 후 사는 세이부 이케부쿠로 오이즈미 가쿠엔 역에서 도보 10분 맨션 402호실 옆에 사는 부부. 남편은 코스케보다 5살 정도 연상. 슈 군라는 상냥한 성격의 외아들이 있어 마오를 돕는다.
우시오다
중학교 1학년 때의 클래스 메이트. 마오의 머리를 마가린을 바르는 등의 방법으로 괴롭히고 있었지만, 중3 때는 공부면에서 마오에 밀린다. 어른이되고 나서, 카마가와 역의 작은 이탈리안 레스토랑에서 코스케와 마오 2명이 함께 있을 때 우연히 재회한다. 성은 야마모토로 바뀌고 있어 7-8살짜리 아들이 있다.여전히 사람을 얕보는 태도와 품위없는 언행은 변하지 않는다.  아들도 행동이 나쁘다.
타나카
〈니혼 레이루아도사〉에서 일하는 코스케의 선배.  입사 10년차. 공모로 경쟁사를 여러 번 이길 입담을 가지고 있다. 둔한 코스케와는 대조적으로 착안점이 날카롭다.
카지오
〈라라오로루〉에서 마오의 보스. 홍보 부장.
쇼지
〈라라오로루〉의 의뢰로 대형 세트 보드를 다룬 외부 디자이너.
야마이 모모카
애칭은 복숭아. 마오의 대학 시절의 친구. 2명의 혼인 신고 증인이 된다. 폭주. 기혼.
카나자와
애칭은 킨짱. 마오의 친구. 편집자.

## 서적 정보
- 단행본 : 신쵸사, 2008년 4월 20일 발행, ISBN 978-4-10-472302-7

- 문고 : 신쵸 문고, 2011년 6월 1일 발행, ISBN 978-4-10-135361-6

## 영화
2013년 10월 12일, 〈소라닌〉, 〈우리들이 있었다〉 등을 다룬 연애 청춘 영화의 거장이라고 불리는 미키 타카히로 감독과 〈핑퐁〉, 〈허니와 클로버〉, 〈노르웨이의 숲〉 등의 화제작을 프로듀스해 온 오가와 신지가 팀을 이루어 영화화되었다. 주연 마츠모토 준과 우에노 쥬리는 첫 공연. 그 외 마오에 연정을 품고 회사의 선배·신도 하루키 역에는 타마야마 테츠지, 이야기의 수수께끼의 인물 오오시타 역에 나츠키 마리가 영화 오리지널 캐릭터로 출연했다. 
2016년 5월 6일, NTV 계열 〈금요 SHOW!〉에 지상파 첫 방송 되었다.(해설 방송 / 문자 다중 방송 / 데이터 방송)
캐치프레이즈는, 〈처음이자 마지막인 사랑(거짓말)이었다.〉.

### 출연
- 오쿠다 코스케 - 마츠모토 준 (중학생 시절 : 키타무라 타쿠미)
- 와타라이 마오 - 우에노 쥬리 (중학생 시절 : 아오이 와카나)
- 신도 하루키 - 타마야마 테츠지
- 타나카 스스무 - 오오쿠라 코지
- 미네기시 유리 - 타니무라 미츠키
- 오쿠다 쇼타 - 스다 마사키
- 스기하라 부장 - 코야부 카즈토요
- 오쿠다 사치에 - 니시다 나오미
- 카지와라 레이코 - 토요타 마호
- 와타라이 마유코 - 키우치 미도리
- 와타라이 코조 - 시오미 산세이
- 오오시타 - 나츠키 마리
- 히라이와 (남편) - 스루가 타로
- 히라이와 (아내) - 안도 타마에
- 우시오다 - 모리 모모코 (중학생 시절: 미우라 토코)
- 구청 직원 - 타나카 요지
- 미나미 후지사와 중학교 교사 (코스케·마오의 담임) - 노마구치 토오루
- 의사 - 후루타치 칸지

### 스태프
- 감독 - 미키 타카히로
- 원작 - 코시가야 오사무 〈양지의 그녀〉 (신쵸 출판사 문고간)
- 각본 - 칸노 토모에, 무카이 코스케
- 제작 - 나가사와 슈이치, 이치카와 미나미, 후지시마 쥬리 케이코, 하타나카 타츠로
- 이그제큐티브 프로듀서 - 토요시마 마사로, 우에다 타이지
- 프로듀서 - 오가와 신지, 우타 미츠루, 엔도 마나부
- 촬영 - 야스이 테루
- 미술 - 하나야 히데후미
- 촬영 - 이타쿠라 요코
- 음악 - mio-sotido
- 음악 프로듀서 - 야스이 신
- 주제가 - 야마시타 타츠로 〈빛과 그대에게로의 레퀴엠〉 (워너 뮤직 재팬)
- 테마 송 - 비치 보이스 〈Wouldn't It Be Nice〉 (유니버설 뮤직)
- 녹음 - 야노 마사토
- 음향 효과 - 이토 미즈키
- 기무라 마사히로
- 편집 - 이토 준이치
- 라인 프로듀서 - 야마모토 레이지
- 제작 담당 - 사이토 유지
- 조감독 - 이노코시 히로유키
- 스크립터 - 고야스미 유키
- VFX 슈퍼 바이저 - 카마타 코우스케
- 촬영 협조 - 쇼난 후지사와 필름 커미션
- 제작사 - 아스믹 에이스
- 제작 협력 - 도호 영화, 브리지 헤드, 드래곤 플라이
- 기획 협력 - 신쵸샤
- 배급 - 도호, 아스믹 에이스
- 제작 - 〈양지의 그녀〉 제작위원회(아스믹 에이스, 도호, 제이스톰, 아뮤즈)

## 수상
- 인터넷 투표에서 1693표 중 759표라는 압도적 인지지를 받고 2013년 12월 닛칸 스포츠 영화 대상에서 팬 대상 수상.[7]

- 〈무비 플러스 어워드 2013〉에서 방화 부문의 영화 팬 대상 작품상으로 2위, 감독상(미키 타카히로)·배우상 (마츠모토 준), 베스트 커플상 (마츠모토 준 & 우에노 쥬리)에서 각각 1위에 선정되었다.[8]

- 2013년도에 후생 노동성 사회보장 심의회 아동 복지 문화재로 선정되어, 그 중에서도 특히 뛰어난 작품으로 〈특별 추천〉로 결정되었다.[9]

- 스다 마사키가 제6회 TAMA 영화상 최우수 신진 배우상을 수상.[10]